# 笠野村
笠野村（かさのむら）は、石川県河北郡にあった村。現在の津幡町の東部、倶利伽羅駅の北方一帯にあたる。

## 地理
- 山 ： 城の峰

## 歴史
- 1889年（明治22年）4月1日 - 町村制の施行により、吉倉村・山北村・蓮花寺村・鳥屋尾村・籠月村（こもつきむら）・大畠村・莇谷村（あざみだにむら）・笠池原村・彦太郎畠村・市谷村（いちのたにむら）・八ノ谷村の区域をもって発足。
- 1907年（明治40年）8月10日 - 笠井村と合併して笠谷村が発足。同日笠野村廃止。